# النساء في غوام

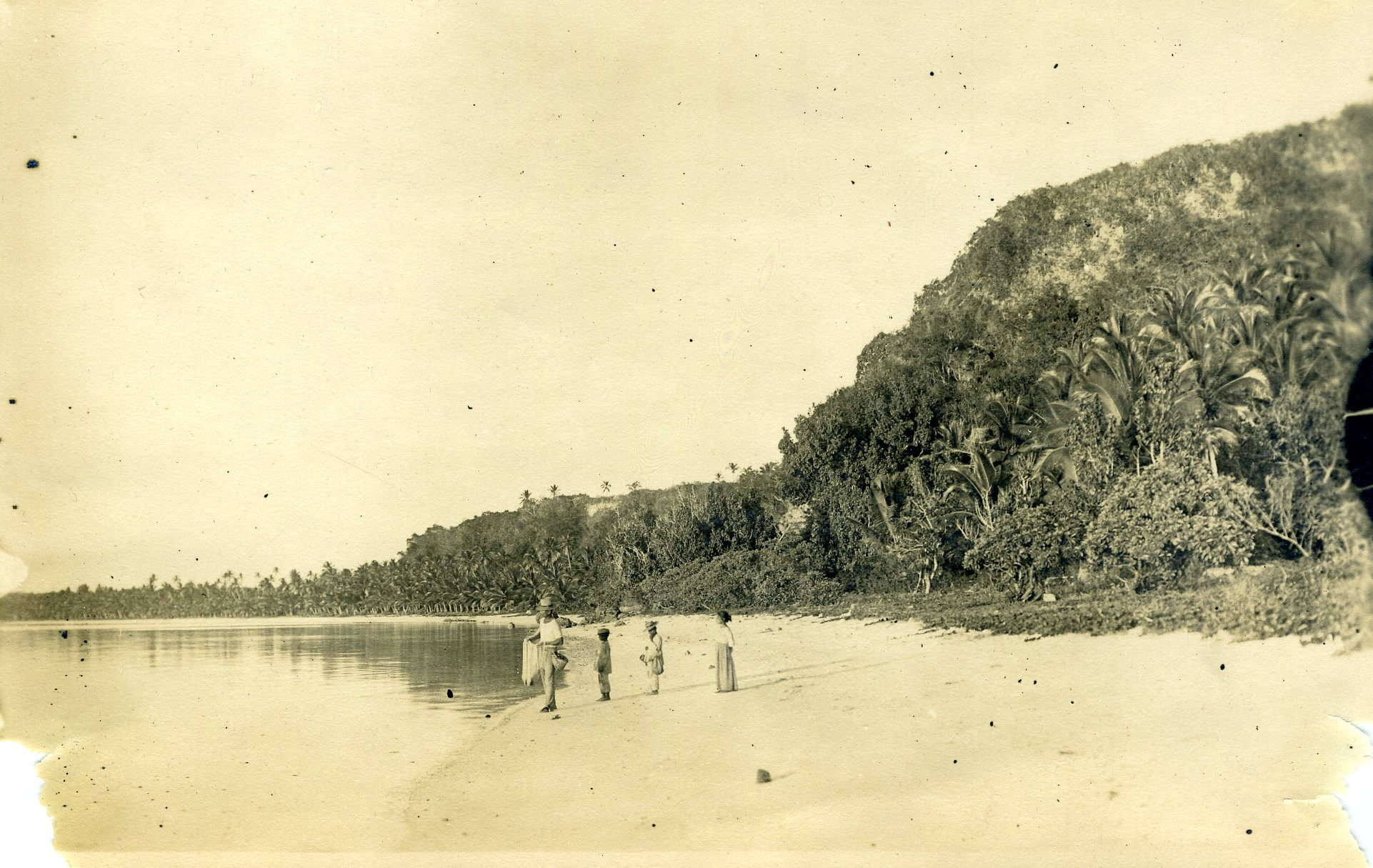
النساء في غوام قديما

النساء في غوام مقيمات في الأراضي غير المدرجة في الولايات المتحدة في غوام.

## ثقافة
وفقا للثقافة الغوامانية، فإن النساء هن مديرات الموارد الأسرية، مثل الأرض والطعام، مما يجعلها شائعة في إطار الأسرة، خاصة مع الأطفال. تشارك المرأة في اقتصاد الأجور وفي القطاع الزراعي.
في شعب شامورو، تكون أدوار الجنسين للذكور والإناث متميزة ومتوازنة. على سبيل المثال، تتقاسم الابنة الكبرى في العائلة الغوامانية السلطة مع الابن الأكبر. تقع على عاتق الابنة الكبرى مسؤولية رعاية والديها خلال أيام الشيخوخة. تعتبر المرأة، حسب التقاليد، شخصيات قوية داخل الأسرة، بينما يتفوق الرجال في مجالات مثل الصيد وصيد الأسماك.
تغيرت الأدوار التقليدية للجنسين في غوام خلال ثلاثة قرون من الكولونيالية. وبينما يسيطر الرجال على المجال السياسي، أصبحت المرأة أكثر انخراطاً ومشاركة نشطة في المنظمات الاجتماعية والدينية والثقافية. جلبت الكاثوليكية الرومانية تغييرات مثل زيادة حكومة الوضع، والأعمال التجارية، والكنيسة، في حين تبنت النساء أدوارًا تتعلق بالسيطرة على الأسرة. خلال النصف الثاني من القرن العشرين، تم انتخاب بعض النساء كمسؤوليات سياسيات وكقائدات في العديد من المنظمات المدنية والحكومية.
في ممارسة (poksai)، وهو شكل شائع من التبني في المجتمع الغواماني، قد ترفع النساء الغواتيمانيات اللواتي ليس لديهن أطفال ابنة أو ابن أخت كفرد من العائلة، ثم تُعرف باسم العشيرة أو الأسرة الممتدة (جوهر المجتمع الغواماني).

## محو الأمية الإنجليزية
يتم تصنيف نساء التشامورو إلى ثلاثة أجيال تطورية بناءً على كيفية تقديرهم لمحو الأمية الإنجليزية. الفئة الأولى تقدر محو الأمية الإنجليزية للتعليم المدرسي والمجالات التجارية الرسمية. والثاني قيمها للتعليم المدرسي والكفاءة المهنية. يرتبط الجيلان ارتباطًا وثيقًا. والفرق الوحيد هو الغرض التجاري في الأول. قيم الجيل الثالث محو الأمية الإنجليزية لمجالات النفوذ الخاصة والعامة. على الرغم من الاختلافات، يستخدم الثلاثة بشكل عام لغتهم الأصلية التشاموروية للأغراض الدينية بما في ذلك الصلاة والأغاني.

## طقوس كبار السن
شعب شامورو لديه طريقة فريدة لإظهار الاحترام لكبار السن. يتم تعليم الأطفال في سن مبكرة كيفية التماس البركات منهم. على سبيل المثال، قبل أن يذهب الأطفال للعب، يُنصحهم بالسعي للحصول على البركات وإظهار الاحترام لعماتهم وأعمامهم من خلال الإمساك وشم أيديهم. يستخدم الفلبيني مانو طقوسًا مماثلة، بهدف رئيسي هو إظهار الاحترام لكبار السن. لا يقتصر دور الشيخ على الرجال، ولكن قد يشمل النساء أيضًا.